# Leptenchelys
Leptenchelys is een monotypisch geslacht van straalvinnige vissen uit de familie van slangalen (Ophichthidae).

## Soort
- Leptenchelys vermiformis Myers & Wade, 1941